# Square de l'Île-de-France
Square de l'Île-de-France je square v Paříži ve 4. obvodu. Rozkládá se na ploše 2235 m2 na východním cípu ostrova Cité poblíž katedrály Notre-Dame. Quai de l'Archevêché jej odděluje od Square Jean-XXIII.

## Historie
Square bylo vytvořeno v roce 1914 podél nábřeží Quai de l'Archevêché v prostoru bývalé márnice, která zde byla postavena v roce 1868 prefektem Haussmannem. Budova připomínající malý řecký chrám měla vchod z nábřeží Quai du Marché-Neuf a byla postavena na místě bývalé promenády nazývané Terrain. Když se márnice změnila na Ústav soudního lékařství, byla před první světovou válkou přesunuta na Quai de la Rapée do současné budovy.
V letech 1954-1964 byl na square vybudován Mémorial des Martyrs de la Déportation.